# Rudolf Gorczewicz
Rudolf Gorczewicz (* 26. März 1923) ist ein ehemaliger deutscher Fußballspieler. Er spielte 1951 für Stahl Altenburg in der DDR-Oberliga, der höchsten Liga im DDR-Fußball.

## Sportliche Laufbahn
Im damals späten Fußballalter von 28 Jahren stieß Rudolf Gorczewicz zur Saison 1951/52 zum DDR-Oberligisten BSG Stahl Altenburg. Dort sollte er den bisherigen Stammspieler und Stürmer Heinz Vollert ersetzen. Altenburgs Spielertrainer Herbert Klemig setzte Gorczewicz auch sofort im ersten Oberligaspiel als Mittelstürmer ein. Gorczewicz Debüt endete mit einem Desaster, denn die BSG Stahl verlor zuhause mit 1:5 gegen Motor Zwickau. In der 56. Minute gelang Gorczewicz Altenburgs einziges Tor zum 1:3-Zwischenstand. Dieses Tor gab Trainer Klemig Hoffnung, und er setzte den Torschützen auch in den nächsten beiden Oberligaspielen wieder als Mittelstürmer ein. Gorczewicz kam aber nicht zu weiteren Torerfolgen und wurde in seinem dritten Spiel in der ersten Minute der zweiten Spielhälfte verletzt ausgewechselt. Danach wurde er bis zum Ende der Saison nicht mehr in der Oberliga eingesetzt und Stahl Altenburg stieg ab. Rudolf Gorczewicz erschien danach nicht mehr im höherklassigen Spielbetrieb.